# Rosie (tiburón)
Rosie es un gran tiburón blanco preservado que se encuentra en el Centro de Exposiciones Crystal World en Devon Meadows, Australia. Originalmente fue preservada en un tanque de vidrio con formaldehído como exhibición en Wildlife Wonderland en Bass, Victoria, que acabó cerrando en 2012 debido a preocupaciones sobre el bienestar animal y por operar sin las licencias correspondientes.  Rosie se convirtió en un destino de exploración urbana en el parque abandonado hasta que fue recuperada y trasladada al Centro de Exposiciones Crystal World, donde está siendo restaurada en la actualidad.